# 海格木板教堂

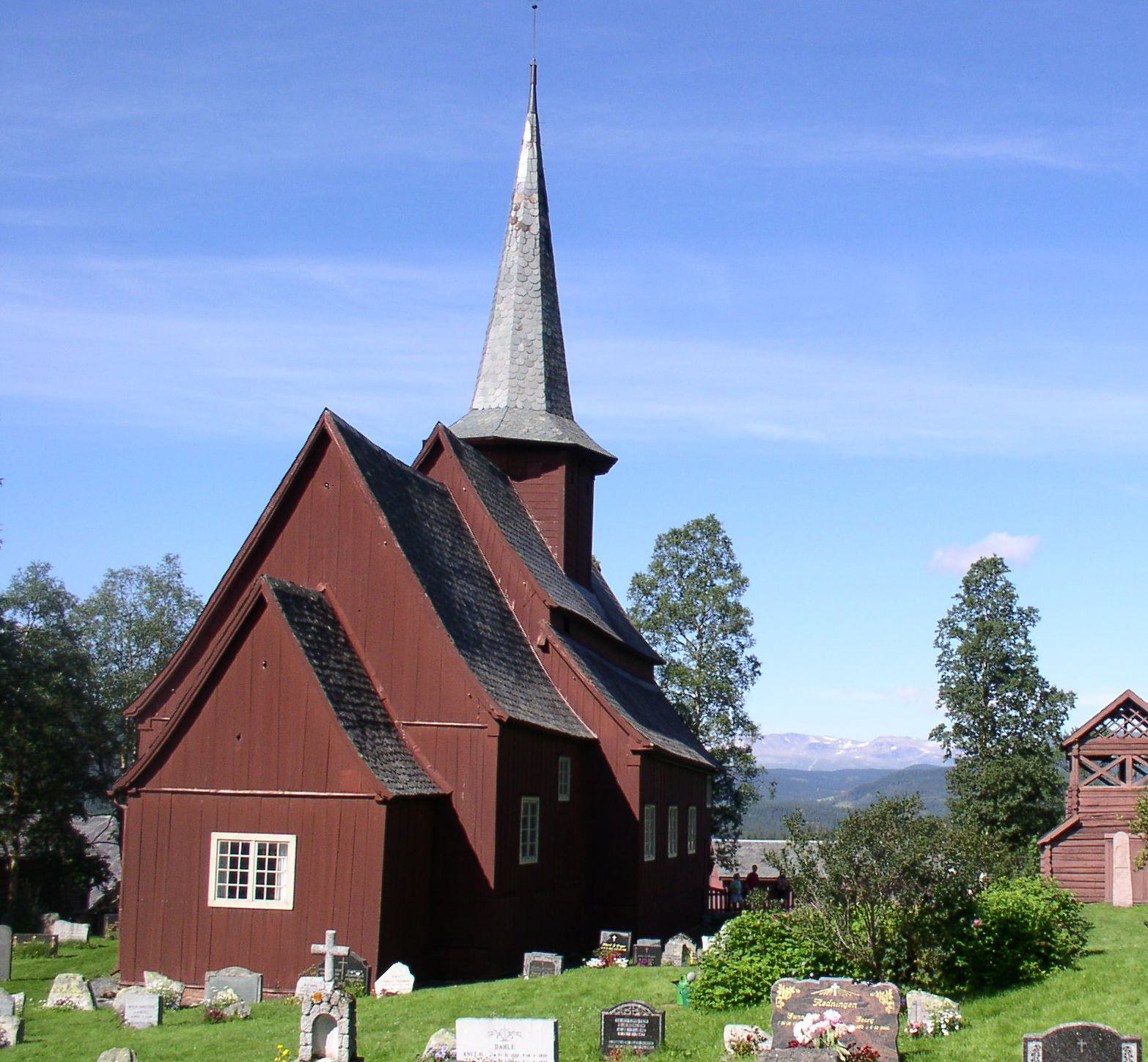

海格木板教堂（挪威語：Hegge stavkyrkje）是挪威的一座修建於13世紀的木板教堂。這座教堂位於東斯利德勒的村莊海格，是一座挪威教會的堂區教堂。這座教堂可以容納約150人。

## 外部連結
- Hegge Stave Church at Stavkirke.info （页面存档备份，存于） （挪威語）